# Pestycydy
Pestycydy (łac. pestis – zaraza, pomór; caedo – zabijam) – syntetyczne lub naturalne substancje używane do zwalczania organizmów szkodliwych, lub niepożądanych, stosowane głównie do ochrony roślin uprawnych, lasów, zbiorników wodnych, ale także zwierząt, ludzi, produktów żywnościowych, oraz do niszczenia żywych organizmów, uznanych za szkodliwe, w budynkach inwentarskich, mieszkalnych, szpitalnych i magazynach.
Pojęcie „pestycydy” jest szersze niż „środki ochrony roślin”, ponieważ te pierwsze obejmują również zwalczanie organizmów szkodliwych poza produkcją roślinną.

## Nazewnictwo
W roku 2021 dopuszczonych do obrotu w Polsce było ponad 2500 środków ochrony roślin, w skład których wchodziło kilkaset substancji aktywnych. Taka duża różnorodność dostępnych na rynku różnych substancji aktywnych i preparatów, będących zainteresowaniem: naukowców, producentów, handlowców oraz rolników wymusza, aby ich klasyfikacja była zharmonizowana w celu uniknięcia nieporozumień. Każdy substancja aktywna posiada nazwę chemiczną i numer CAS ustalany przez CAS, nazwy chemiczne często są długie, skomplikowane i nieintuicyjne, dlatego często w praktyce stosowane są nazwy zwyczajowe – proste w wymowie i zapisie, które standaryzowane są przez takie organizacje jak: ANSI, EPA, ISO, BSI. Nazwa handlowa ustalana jest przez producenta.

## Historia
Pierwsze pestycydy naturalne, w postaci naparów z tytoniu, były stosowane już 200 lat temu do tępienia mszyc. Pierwszy syntetyczny pestycyd (dinitroortokrezolan) wprowadzono w 1892 roku. Od początku lat 40. do lat 60. XX wieku stosowano powszechnie DDT – pestycyd, który okazał się bardzo szkodliwy dla środowiska naturalnego. Z tego względu został wycofany, a jego użycie zabronione.

## Pozytywne skutki stosowania pestycydów
W gospodarce rolnej i leśnej pestycydy znacznie zwiększyły uzyskiwane z uprawy plony roślin jadalnych, zmniejszyły częstość występowania epidemii wśród zwierząt hodowlanych i ptactwa oraz zwiększyły produkcję mleka, jajek, mięsa i skór. Dzięki temu zwiększyła się produkcja i podaż żywności.
Stosowanie pestycydów doprowadziło do znacznego zmniejszenia częstości epidemii chorób zakaźnych, zwłaszcza w krajach rozwijających się. Przyczyniło się także do wzrostu higieny życia, a tym samym zmniejszenia umieralności.
Pestycydy znalazły zastosowanie również w poprodukcyjnej gospodarce żywnością – zabezpieczają plony przed szkodnikami w czasie przechowywania i transportu. Środki te zwiększają też trwałość produktów przemysłowych (papieru, tekstyliów) oraz przedłużają eksploatację dróg, torów i lotnisk, dzięki zapobieganiu rozwojowi niszczących je chwastów.

## Negatywne skutki stosowania pestycydów
Działanie pestycydów nie ogranicza się tylko do organizmów szkodliwych, ale niszczą one także wszystkie organizmy (pożyteczne) bytujące na danym obszarze. W niektórych przypadkach może nastąpić przerwanie łańcucha pokarmowego dla wrogów naturalnych szkodnika. W efekcie po zabiegu najpierw następuje silne zniszczenie szkodnika. Gatunki pożyteczne i drapieżne giną z powodu braku pokarmu lub opuszczają pole. W następstwie pole zasiedlane jest przez nowy gatunek szkodnika (lub odporny na pestycyd szczep tego samego gatunku, który przeżył oprysk), który na danym polu przeważnie nie ma wrogów naturalnych i w bardzo szybkim czasie dochodzi do jego gradacji. W wyniku znoszenia pestycydów przez wiatr lub spłukiwania ich przez ulewne deszcze dochodzi do skażenia zbiorników wodnych i cieków. W końcowym efekcie pestycydy trafiają do gleby. Zmiany zachodzące w glebie są długotrwałe i mało zauważalne, wiadomo jednak, że pestycydy mogą powodować zmiany w powiązaniach między elementami biotycznymi gleby, mogące wpływać na wysokość i jakość plonu.
Innym ujemnym skutkiem masowego stosowania pestycydów jest uodpornienie się agrofagów na trucizny. Prawdopodobieństwo wytwarzania się odporności jest tym większe, im częściej stosuje się dany preparat oraz im więcej odpornych osobników znajduje się początkowo w populacji. Aby temu przeciwdziałać, należy: przemiennie stosować preparaty oparte na różnych substancjach aktywnych, wprowadzać preparaty kombinowane (mieszane) oraz zmniejszać ogólną liczbę zabiegów przez stosowanie pestycydu we właściwym terminie i w odpowiednim stężeniu.

## Działanie toksyczne na ludzi
Pestycydy stanowią także bezpośrednie zagrożenie dla zdrowia, a niekiedy i życia człowieka.
Zatrucia są wynikiem narażenia pracowników opryskujących pola uprawne, przypadkowego spożycia lub innego zetknięcia z pestycydami osób niewystarczająco chronionych. Zdarzają się również przypadki wykorzystania pestycydów w celach samobójczych i zbrodniczych. Masowe zatrucia są wynikiem niestosowania odpowiednich środków ostrożności lub ignorowania ostrzeżeń producentów. Znany jest przypadek zatrucia 321 osób w Iraku, z których 35 zmarło na skutek spożycia ziarna przeznaczonego do siewu, które było zakonserwowane związkiem rtęcioorganicznym. Ziarno to, gdyby było użyte zgodnie z jego przeznaczeniem (do siewu), nie stanowiłoby żadnego zagrożenia dla ludzi.
Ostre zatrucia najczęściej wywołują pestycydy z grupy insektycydów fosforanoorganicznych i fungicydów rtęcioorganicznych.
Zatrucia przewlekłe mogą dotyczyć osób zatrudnionych w pracy z pestycydami. Jednak narażona na przewlekłe zatrucie jest cała populacja ludzka, z powodu ogólnoświatowego, powszechnego użycia pestycydów, ich gromadzenia się w żywności, glebie, wodzie i powietrzu. Zgromadzone w organizmie pestycydy wywierają wpływ na procesy rakotwórcze (mogą je zapoczątkowywać lub nasilać), są neurotoksyczne, zaburzają regulacje hormonalną i enzymatyczną.
Zapobieganiu bezpośrednim zatruciom, czy też gromadzeniu się pestycydów w organizmie ludzi i zwierząt pomaga przestrzeganie okresów karencji i prewencji.

## Normy prawne
Od 1 września 2008 na obszarze UE obowiązują ujednolicone normy w zakresie dopuszczalnego poziomu pozostałości pestycydów w żywności. W efekcie tego ujednolicenia zwiększyła się dopuszczalna ich ilość w produkowanych m.in. na terenie Polski artykułach spożywczych, gdyż dotychczasowe przepisy zabraniały nawet śladowych ilości pestycydów w żywności.

## Klasyfikacja
Podział pestycydów ma charakter umowny.

### Podział według docelowej grupy stosowania
- algicydy – glonobójcze
- bakteriocydy – bakteriobójcze
- fungicydy – grzybobójcze
- herbicydy – chwastobójcze
  - arborycydy/sylwicydy – do niszczenia zbędnych krzewów i drzew
- regulatory wzrostu roślin – stymulujące lub hamujące procesy życiowe roślin (ang. PGR = Plant Growth Regulator)
  - defloranty – do usuwania nadmiernej ilości kwiatów
  - defolianty – do odlistniania roślin
  - desykanty – do wysuszania roślin
- regulatory wzrostu owadów – stymulujące lub hamujące procesy życiowe owadów (ang. IGR = Insect Growth Regulator)
  - antyfidanty – hamujące żerowanie lub składanie jaj
- zoocydy – do zwalczania szkodników zwierzęcych
  - akarycydy – roztoczobójcze
  - atraktanty – zwabiające szkodniki
  - insektycydy – owadobójcze
    - aficydy – mszycobójcze
    - larwicydy – larwobójcze
    - owicydy – zwalczające jaja owadów i roztoczy

  - limacydy – do zwalczania ślimaków nagich
  - moluskocydy – mięczakobójcze
  - nematocydy – nicieniobójcze
  - repelenty – odstraszające szkodniki
  - rodentycydy – gryzoniobójcze
  - talpicydy – kretobójcze
- synergetyki – potęgujące działanie innej substancji
- wirocydy – wirusobójcze

### Podział według budowy chemicznej
- insektycydy fosforanoorganiczne
- insektycydy polichlorowe
- karbaminiany
- ditiokarbaminiany
- pochodne kwasów aryloalkanokarboksylowych
- pochodne tiazyny
- pochodne nitrofenoli
- pochodne mocznika
- pochodne uracylu
- związki rtęcioorganiczne
- związki cyny i miedzi
- pyretroidy
- inne

### Podział według klas toksyczności i okresukarencji[7]
Podział według Cremlyna pestycydów ze względu na klasy toksyczności ostrej wyrażany za pomocą dawki śmiertelnej LD50, czyli dawki w mg/kg masy ciała powodującej śmierć połowy zwierząt doświadczalnych:
- I klasa – skrajnie toksyczne: poniżej 1 mg/kg
- II klasa – bardzo toksyczne: 1–50 mg/kg
- III klasa – umiarkowanie toksyczne: 50–500 mg/kg
- IV klasa – słabo toksyczne: 500–5000 mg/kg
- V klasa – praktycznie nietoksyczne: 5000–15000 mg/kg
- VI klasa – stosunkowo nieszkodliwe: powyżej 15000 mg/kg.

### Podział według sposobu przemieszczania się i miejsca działania[6][8]
- herbicydy – kontaktowe (powierzchowne), wgłębne, systemiczne (układowe).
- insektycydy – kontaktowe, żołądkowe, oddechowe.

### Podział według selektywności[6]
- selektywne (wybiórcze)
- nieselektywne

### Podział według sposobu wnikania
- pobierane tylko przez części nadziemne
- pobierane tylko przez części podziemne
- pobierane przez części nadziemne i podziemne

### Podział według wpływu na odporność roślin[7][9]
- zapobiegawcze
- doraźne